# Neoraja africana
Neoraja africana (лат.) — вид хрящевых рыб семейства ромбовых скатов отряда скатообразных. Обитают в юго-восточной и центрально-восточной части Атлантического океана. Встречаются на глубине до 1640 м. Их крупные, уплощённые грудные плавники образуют диск в виде ромба. Максимальная зарегистрированная длина 30 см. Откладывают яйца. Не являются объектом целевого промысла.

## Таксономия
Впервые вид был научно описан в 1983 году как Breviraja africana. Голотип представляет собой самца длиной 28,8 см, пойманного в водах Габона (3°25′ ю. ш. 9°33′ в. д.) на глубине 1030 м. Паратипы:  самки (28,4—30,4 см), пойманные на глубине 900—1030 м. Вид известен по 4 особям.

## Ареал
Эти батидемерсальные скаты обитают у западного побережья Африки в водах Габона и Западной Сахары. Встречаются в средней и нижней части материкового склона на глубине 900—1640 м.

## Описание
Широкие и плоские грудные плавники этих скатов образуют диск в виде ромба. На вентральной стороне диска расположены 5 жаберных щелей, ноздри и рот. На тонком хвосте имеются латеральные складки. У этих скатов 2 редуцированных спинных плавника и редуцированный хвостовой плавник.  Вентральная поверхность плотно покрыта мелкими, плотно расположенными шипами.  более крупные шипы образуют продольный ряд, который начинается ниже плечевого пояса и пролегает вдоль диска и хвоста, обрываясь примерно на 2/3 длины хвоста и не достигая первого спинного плавника. Хвост длиннее диска (до 60 %).
Максимальная зарегистрированная длина 30,4 см.

## Биология
Эти скаты откладывают яйца, заключённые в жёсткую роговую капсулу с выступами на концах. Эмбрионы питаются исключительно желтком. Достигают половой зрелости при длине около 25 см. 

## Взаимодействие с человеком
Эти скаты не являются объектом целевого промысла. Потенциально могут попадаться в качестве прилова. Данных для оценки Международным союзом охраны природы охранного статуса вида недостаточно.